# Venezuela vid världsmästerskapen i friidrott 2022
Venezuela tävlade vid världsmästerskapen i friidrott 2022 i Eugene i USA mellan den 15 och 24 juli 2022. Venezuela hade en trupp på fyra idrottare.

## Medaljörer
| Medalj | Idrottare     | Gren             | Datum   |
| ------ | ------------- | ---------------- | ------- |
| Guld   | Yulimar Rojas | Damernas tresteg | 18 juli |

## Resultat

### Damer
Gång- och löpgrenar
| Idrottare     | Gren           | Försöksheat   | Försöksheat | Semifinal        | Semifinal        | Final            | Final            |
| Idrottare     | Gren           | Resultat      | Placering   | Resultat         | Placering        | Resultat         | Placering        |
| ------------- | -------------- | ------------- | ----------- | ---------------- | ---------------- | ---------------- | ---------------- |
| Joselyn Brea  | 5 000 meter    | 15.46,75 0SB0 | 29          | —                | —                | Gick inte vidare | Gick inte vidare |
| Edymar Brea   | 5 000 meter    | 16.41,32      | 34          | —                | —                | Gick inte vidare | Gick inte vidare |
| Yoveinny Mota | 100 meter häck | 13,12         | 24          | Gick inte vidare | Gick inte vidare | Gick inte vidare | Gick inte vidare |

Teknikgrenar
| Idrottare     | Gren    | Kval    | Kval      | Final        | Final     |
| Idrottare     | Gren    | Distans | Placering | Distans      | Placering |
| ------------- | ------- | ------- | --------- | ------------ | --------- |
| Yulimar Rojas | Tresteg | 14,72 m | 1 0Q0     | 15,47 m 0VB0 | 1         |